# Frixon Chila
Frixon David Chila (* 18. August 2000) ist ein ecuadorianischer Leichtathlet, der sich auf den Dreisprung spezialisiert hat.

## Sportliche Laufbahn
Erste Erfahrungen bei internationalen Meisterschaften sammelte Frixon Chila im Jahr 2016, als er bei den U23-Südamerikameisterschaften in Lima mit einer Weite von 14,91 m den vierten Platz im Dreisprung belegte. Im Jahr darauf siegte er mit 15,79 m bei den U20-Südamerikameisterschaften in Leonora und erreichte anschließend mit 15,73 m Rang sieben bei den Südamerikameisterschaften in Luque. Daraufhin gewann er bei den U18-Weltmeisterschaften in Nairobi mit einem Sprung auf 15,92 m die Silbermedaille und wurde dann mit 15,23 m Sechster bei den Juegos Bolivarianos in Santa Marta. 2018 schied er bei den U20-Weltmeisterschaften in Tampere mit 15,57 m in der Qualifikation aus und anschließend gewann er bei den U23-Südamerikameisterschaften in Cuenca mit 15,69 m die Bronzemedaille hinter dem Brasilianer Ulisses Costa und Geiner Moreno aus Kolumbien. 2019 belegte er bei den Südamerikameisterschaften in Lima mit 15,63 m den fünften Platz und erreichte anschließend mit 15,11 m Rang vier bei den U20-Südamerikameisterschaften in Cali. 2021 klassierte er sich bei den Südamerikameisterschaften im heimischen Guayaquil mit 15,85 m den siebten Platz im Dreisprung und erreichte im Weitsprung mit 6,61 m Rang 13. Im Oktober gewann er dann bei den U23-Südamerikameisterschaften ebendort mit 15,83 m die Silbermedaille im Dreisprung hinter dem Kolumbianer Geiner Moreno und Anfang Dezember sicherte er sich bei den erstmals ausgetragenen Panamerikanischen Juniorenspielen in Cali mit neuer Bestleistung von 16,12 m die Bronzemedaille hinter dem Kubaner Andy Hechavarría und Moreno aus Kolumbien. Im Jahr darauf wurde er bei den Juegos Bolivarianos in Valledupar mit 15,84 m Vierter und gelangte dann bei den U23-Südamerikameisterschaften in Cascavel mit 15,88 m auf Rang fünf. Kurz darauf gewann er bei den Südamerikaspielen in Asunción mit 16,03 m die Silbermedaille hinter dem Venezolaner Leodán Torrealba.
2023 belegte er bei den Südamerikameisterschaften in São Paulo mit 15,48 m den neunten Platz im Dreisprung und gelangte dann bei den Panamerikanischen Spielen in Santiago de Chile mit 15,42 m auf Rang acht.
In den Jahren 2021 und 2023 wurde Chila ecuadorianischer Meister im Dreisprung.

## Persönliche Bestzeiten
- Weitsprung: 6,92 m (−1,3 m/s), 17. April 2021 in Guayaquil
- Dreisprung: 16,57 m (−0,2 m/s), 18. Juni 2023 in Quito